# Градска тржница Маркале
Маркале је градска пијаца у Сарајеву, Босна и Херцеговина. Маркале су проглашене националним спомеником Босне и Херцеговине.
Оближња зелена пијаца такође носи име Маркале.

## Историја
Пројекат је израђен 1894. године под именом „Markthalle für Sarajevo“, а зграда је била готова годину дана касније. Пројектант зграде пијаце био је Аугуст Буч, а изграђена је у неоренесансном стилу. Раније су на згради пијаце постојали бочни улази, а када су затворени, пробијена су данашња два улаза, од којих је предње прочеље изграђено с три лука, по узору на античку архитектуру. У унутрашњем простору, челично-дрвена, решеткаста конструкција свода, као и подрумска хладњача представљају савремену слику решавања унутрашњег простора. У аули се налази часовник израђен у стилу сецесије, који и данас постоји.